# Lode De Roover
Lode De Roover (Zele, 21 november 1983) is een Belgische chef-kok.

## Carrière
De Roover volgde zijn opleiding bij Ter Groene Poorte te Brugge. Hij werkte onder meer in restaurant Comme Chez Soi en Restaurant Eyckerhof onder leiding van Ferdy Debecker. In 2013 opende hij zijn eigen restaurant Fleur de Lin te Zele.
In 2017 kookte De Roover eenmalig in het werelds hoogste restaurant At.mosphere op de 122ste verdieping van de Burj Khalifa in Dubai.
Hij is lid van het onderzoeksteam bij de Northseachefs en deed mee aan het televisieprogramma Ja, chef van de zender VIER.
Van 2019 tot 2021 was hij de chef van het Belgische team in de wedstrijd Concours mondial de la cuisine, beter gekend als Bocuse d'Or, tijdens de Europese finale in Turijn en wereldfinale in Lyon. Sinds 2021 is hij de president van het nationale team in de Bocuse d’Or.
Anno 2021 haalt zijn restaurant Fleur de Lin een score van 15/20 en drie koksmutsen bij GaultMillau.
In 2022 haalde Lode zijn eerste Michelinster binnen.

## Persoonlijk
De Roover is getrouwd met Barbara Dhondt en heeft 2 kinderen.

## Onderscheidingen en titels
| Jaartal | Onderscheidingen en titels                          |
| ------- | --------------------------------------------------- |
| 2010    | Prosper Montagnéprijs Eerste kok van België 2011    |
| 2011    | Toque Blanche in orde van 33 Masterchefs van België |
| 2015    | Meesterkok in orde van 33 Masterchefs van België    |
| 2017    | Goud Nationale finale Bocuse d'Or                   |
| 2018    | 6e plaats Europese finale Bocuse d'Or               |
| 2019    | Goud Nationale finale Bocuse d'Or                   |
| 2019    | 8e plaats Wereldfinale Bocuse d'Or                  |
| 2021    | President Nationaal team België Bocuse d'Or         |
| 2022    | Eerste Michelinster                                 |